# The Rhodes Colossus

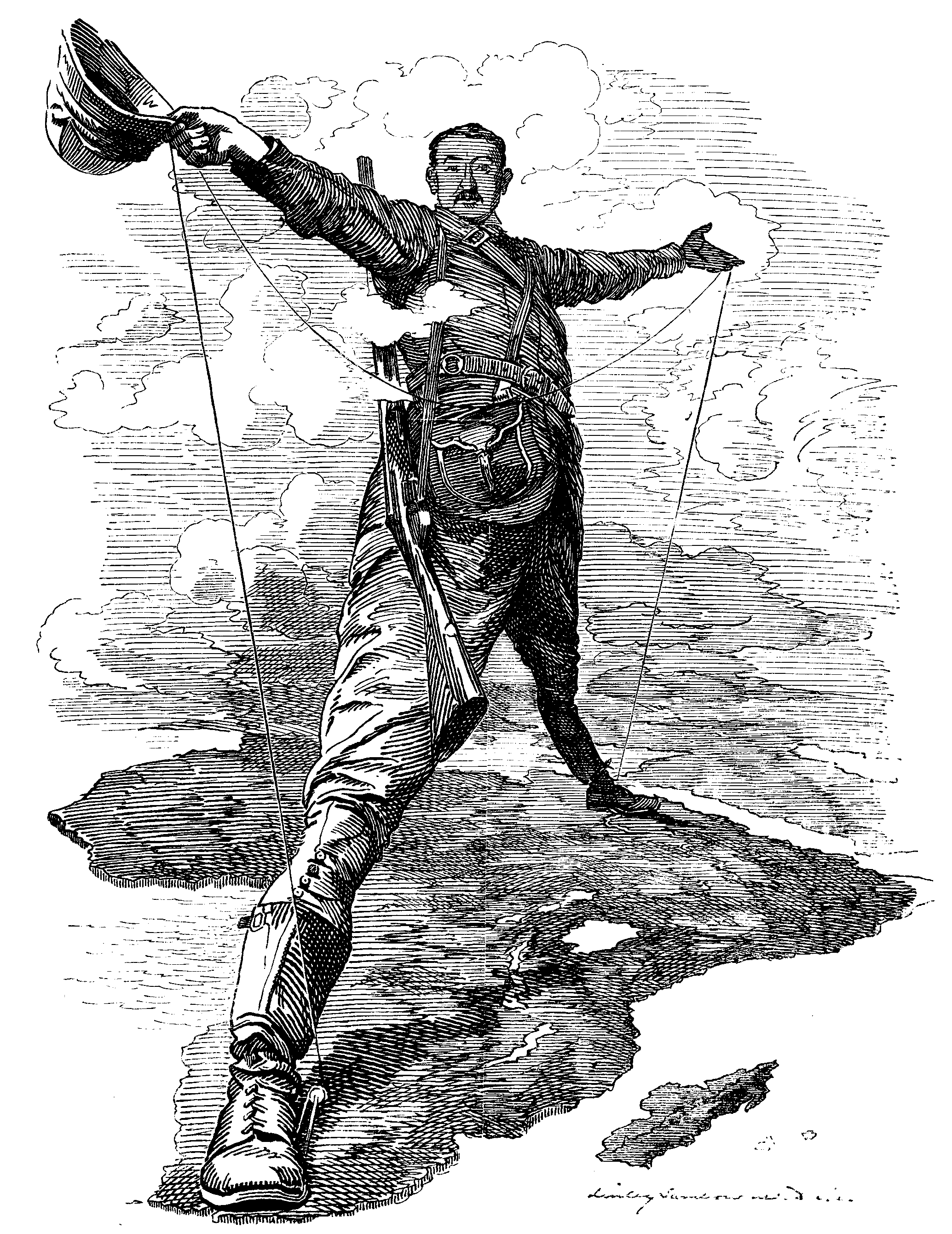
The Rhodes Colossus Striding from Cape Town to Cairo.

The Rhodes Colossus, waarvan de volledige titel The Rhodes Colossus Striding from Cape Town to Cairo luidt, is een karikatuur of spotprent van Edward Linley Sambourne, die op 10 december 1892 in het satirische tijdschrift Punch verscheen. Het is een van de bekendste politieke cartoons uit de 19e eeuw en is vaak bij teksten over de Wedloop om Afrika afgebeeld. De cartoon werd na haar oorspronkelijke publicatie herhaaldelijk hergebruikt en wordt sindsdien vaak in geschiedenisboeken in verband met het Britse imperialisme afgebeeld.
Deze karikatuur ontstond in de historische context van Groot-Brittannië, dat na de Koloniale Conferentie van Berlijn in 1884/1885 talrijke kolonies van Egypte in het noorden tot de Kaapkolonie in het zuiden onder zijn heerschappij kon brengen. The Rhodes Colossus stelde de Britse kolonialist Cecil Rhodes voor als een kolos, die met zijn rechtervoet in het huidige Zuid-Afrika en met zijn linkervoet in Egypte staat en weerszijden van het Afrikaanse continent met een (telegraaf)kabel verbindt. De karikatuur was een satirische commentaar op de plannen van Rhodes om een kabel voor elektrische telegrafen van Kaapstad naar Caïro aan te leggen.
De naam van de karikatuur is een toespeling op de Kolossus van Rodos, waarbij de gelijkenis tussen de achternaam Rhodes en de Engelse naam voor het Griekse eiland Rodos (Rhodes) een woordspeling vormt. Toen de tekening voor het eerst werd gepubliceerd, werd ernaast een satirisch gedicht in verzen over de plannen van Rhodes afgedrukt. Linley Sambourne reageerde hiermee op een artikel, dat op 30 november 1892 in The Times was verschenen. Hij wenste met de karikatuur de arrogantie van de Britse kolonialisten aan te kaarten, die als onderdeel van het Kaap-Caïro-plan ook een spoorwegverbinding van het zuiden naar het noorden van Afrika wensten aan te leggen. De telegraaf werd als symbool van de koloniale machtsuitbreiding beschouwd, aangezien hij vooral de communicatie tussen de Britse kolonialisten in verschillende delen van Afrika vergemakkelijkte en daarmee hun overmacht over de inheemse bevolking nog verder zouden kunnen uitbreiden.